# Zračna luka Hosea Kutako
Zračna luka Hosea Kutako je glavna međunarodna zračna luka u Namibiji, 45 km od glavnoga grada Windhoeka.
Svake godine kroz zračnu luku prođe oko 680,000 putnika (podatak iz 2009. godine).
Zračna luka ima samo jednu pistu, ali ima kapacitet do 20 letova dnevno. Tu je i sjedište nacionalnog zrakoplovnoga prijevoznika, koji se zove Air Namibia. Dnevni letovi su za Johannesburg i Cape Town. Postoje direktni letovi samo do Južnoafričke Republike, preko čijih se zračnih luka nastavlja do drugih destinacija u Africi i Europi (jedino Frankfurt i Berlin).
Zračna luka je nazvana po vođi etničke skupine Herero - Hosei Kutaku, koji se borio za neovisnost Namibije.